# Casa Friedel
Casa Friedel ou  Casa Lili Zickuhr Friedel, é uma edificação histórica localizada no bairro Amizade, na cidade de Jaraguá do Sul, Brasil. Lili Zickuhr Friedel, neta do construtor da casa, faleceu em 1988 e a residência, que esta na família Friedel a cinco gerações, foi tombada em março de 2010 pelo Patrimônio Histórico da Fundação Cultural de Jaraguá do Sul.
Em 2011, foi reformada com o auxilio financeiro do Fundo Municipal de Cultura, num projeto para o resgate da cultura germânica no município e atualmente é residência da neta de Lili Friedel. 

## História e técnica enxaimel
Construída em 1923 pelos imigrantes alemães Friedel, é um dos poucos exemplares ainda existentes na cidade com a técnica germânica do enxaimel, que consiste em paredes montadas com hastes de madeira encaixadas entre si.